# Casas-torre de Gales

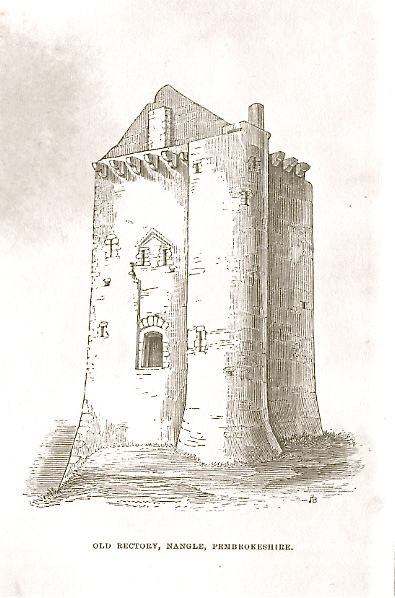
La Antigua rectoría, en Angle, Pembrokeshire.

Las casas-torre de Gales eran casas de piedra fortificadas que se construyeron entre los siglos XIV y XV. Están relacionadas con las casas-torre, que se dan en un número considerable en Irlanda y Escocia y en mucho menor medida en Inglaterra. Un mapa que muestra la distribución de las casas torre en el Reino Unido se encuentra en Houses of the Welsh Countryside.

## Distribución de las casas torre en Gales

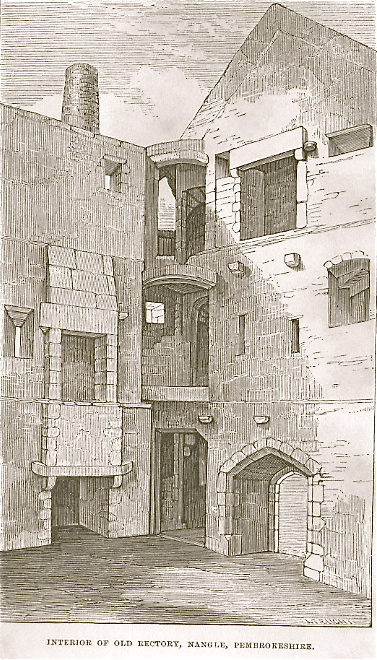
Interior de la Antigua Rectoría de Angle (Pembrokeshire).

La principal concentración de casas-torre está en el sur de Pembrokeshire. Estas fueron publicadas por primera vez con dibujos detallados en 1877-1878 por Edward  Barnwell. Los ejemplos de Pembrokeshire tienen una distribución costera y esto también se aplica para las casas torre de Monmouth y Glamorgan así como los ejemplos demolidos en Penhryn en Caernarfonshire y Ty-gwyn, Abermo. Por lo demás, las casas torre se distribuyen a lo largo de la frontera galesa-inglesa, con un ejemplo, Wattlesborourgh, justo sobre la frontera en Shropshire. En 1976, Hilling elaboró un mapa (con listado) que muestra diecisiete ejemplos. Otras casas han sido añadidas por Suggett y es posible que se reconozca la incorporación de nuevos ejemplos a los edificios existentes, como en Sandyhaven House, en Pembrokeshire.

## Fecha y características de las casas-torre galesas
Las casas torres galesas no son particularmente grandes y tienen hasta tres pisos sobre un subsuelo, como en la Antigua Rectoría, en Angle y la Torre de Talgarth. Smith distinguió un grupo más pequeño de casas que solamente tienen un piso por encima de un bajo techo, El mejor ejemplo de este tipo es Carswell en Pembrokeshire. Smith comparó este grupo con las casas torre de 10 libras irlandesas, que fueron construidas después de 1427 cuando se aprobó un estatuto que establecía que cualquiera de los señores del rey que viviera en La Empalizada recibiría 10 libras por construir una casa de un tamaño mínimo. Parece probable que las casas galesas fueron construidas más o menos en la misma época.
Es probable que las casas-torre más altas, como la Antigua Rectoría de Angle, hayan sido construidas antes de 1400, ya que tienen troneras, en lugar de una forma temprana parecida a las portas cañoneras, que se habría utilizado después de esa fecha. En Penhryn, la licencia para la almena fue concedida en 1438. La escalera redonda interna en la esquina de la Antigua Rectoría de Angle, es similar a algunas casas torre irlandesas y algunas de las casas torre galesas tienen garderobes salientes similares a las casas torre escocesas e irlandesas. También hay algunas pruebas de que se habría construido o añadido una sala de piedra o madera a la torre al mismo tiempo o poco después de que se construyera la casa-torre. En Eastington y Bonville Court, la torre que se construyó contra un vestíbulo, es rectangular, en lugar de cuadrada. La Antigua Rectoría muestra claramente la evidencia de un frontispicio de una sala que se apoya en la torre.

## Lista de casas-torre galesas

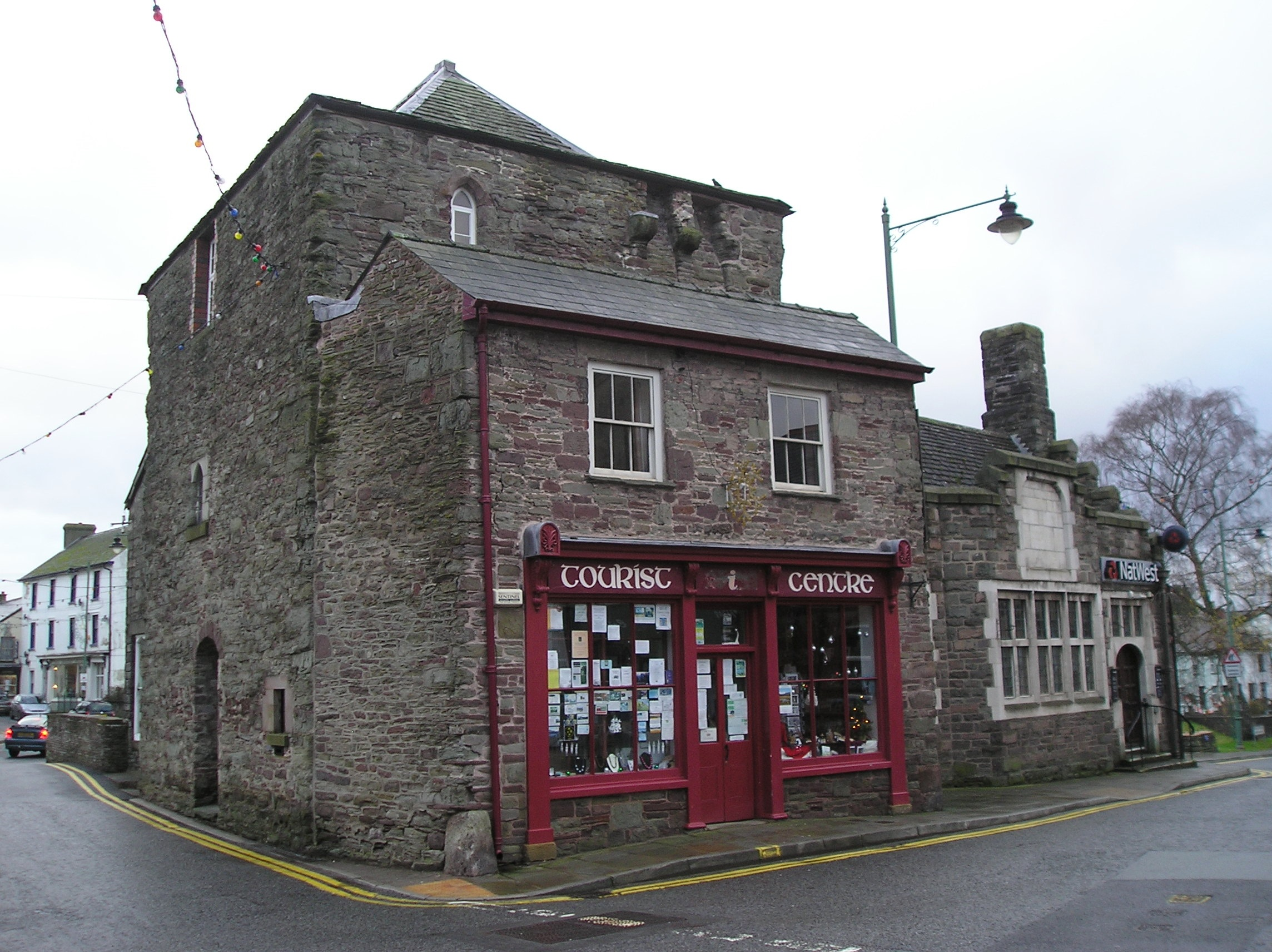
Casa-torre, Talgarth.

### Breconshire
- La torre, Scethrog.[8][9]
- La torre, Talgarth. Tres pisos sobre un sótano.[8][10]

### Denbighshire
- Bodidris, Llandegla.[8] Posible ejemplo.

### Caernarfonshire

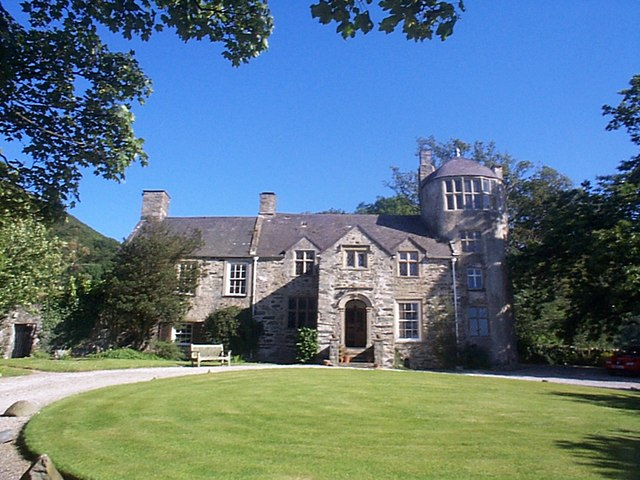
Pen y Bryn Manor

- Castillo de Penrhyn. Torre derribada, pero licencia para almenar fue otorgada en 1438.[11]
- Pen-y-Bryn, Aber. Posiblemente una torre medieval, pero muy alterada en el siglo XVI.

### Flintshire
- Torre (Rheinallt ap Gruffydd's, Torre), Broncoed, Mold.[12]

### Glamorgan
- Castillo Candleston, Bridgend.[8]
- Castillo de Oxwich.[8]
- Castillo de Weobley, Gower.[8]

### Merioneth

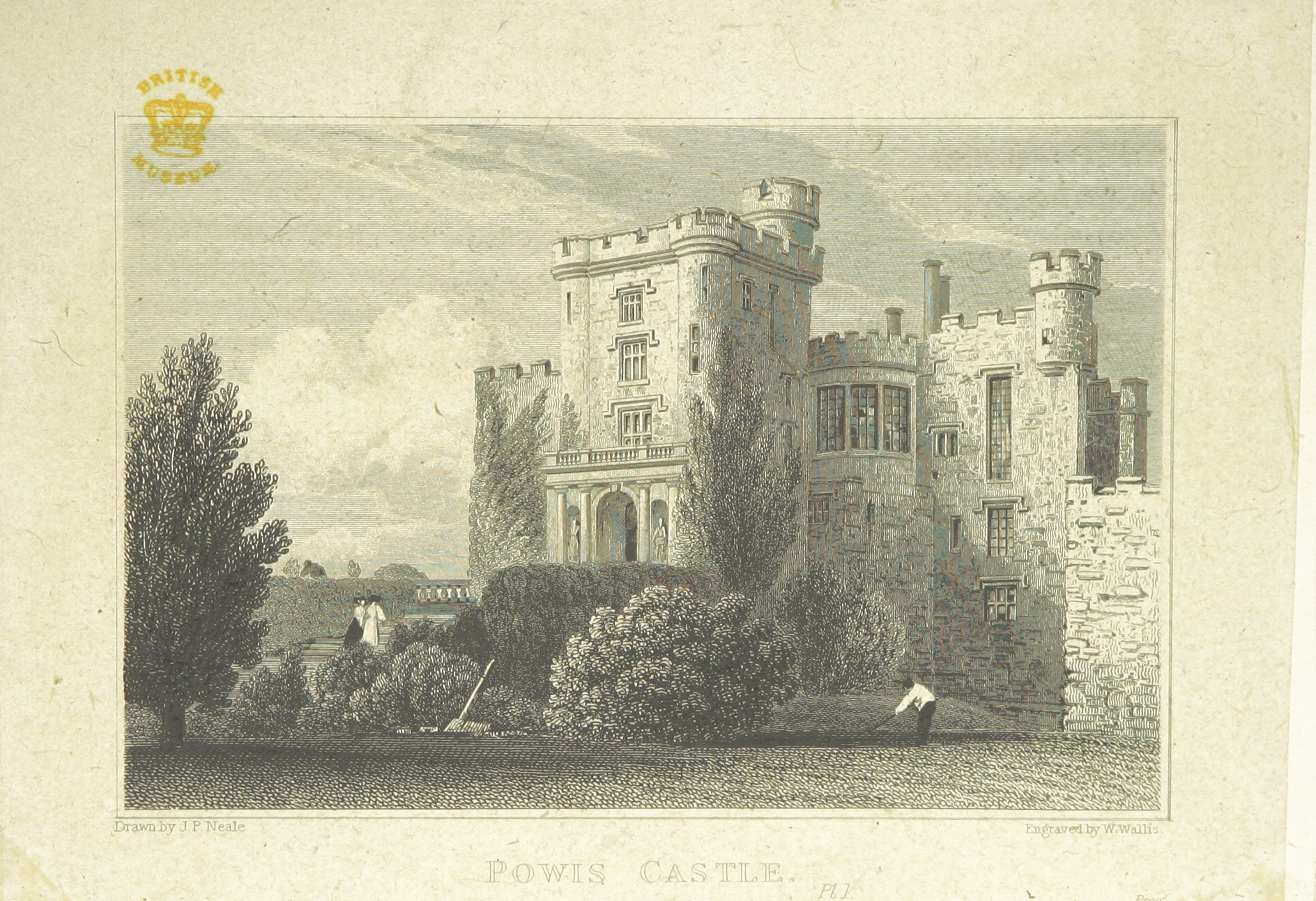
JP. Neale (1829) p.5.221 - Puerta Este, Castillo de Powis, Montgomeryshire.

- Ty-gwyn, Barmouth. Demolido.[8]

### Montgomeryshire
- Castillo de Powis La puerta del este parece haber sido originalmente una Casa-Torre, a la que se le hizo una entrada a través del sótano abovedado, probablemente en el siglo XVII. Se añadió un piso adicional a la torre en 1815-1818 cuando Robert Smirke volvió a reformar el castillo y agregó almenas de estilo gótico.[13] Sin estas adiciones y alteraciones, la Puerta Este es muy similar a las casa-torre en la Torre cerca de Mold y Angle en Pembrokeshie. Esto se ilustra en la impresión de JP Neale de 1829.

### Monmouthshire
- Casa de Kemeys, Newport.[8]
- Castillo de Penhow, Penhow.[8]

### Pembrokeshire
- Angle. Antigua rectoría. Tres pisos sobre un almacén abovedado.[14]
- Carswell, Penally.[15]
- Eastington, Rhoscrowther. Rectangular, en lugar de torre cuadrada, con pasillos adyacentes.[16]
- Castillo de Bonville.[17]
- Castillo de Bonville, Pembrokeshire.

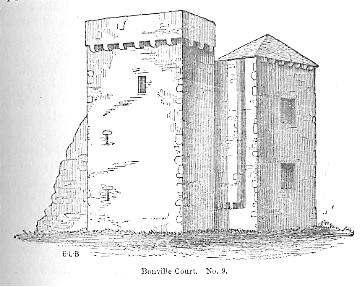
Castillo de Bonville, Pembrokeshire.

- Priorato Granja, Pembroke.[8]
- Castillo de Roch.[8]
- West Tarr Farm, San Florencia. Dos cámaras abovedadas, una sobre la otra.[5][18]
- Granja de Kingston, St Michaels.[5]
- Casa Sandyhaven, de San Ismael. Incorporado a la casa principal.[5]
- Sister’s House, Minwear.[5]

### Welsh Marches
- Castillo de Wattlesborourgh, Alberbury, Shropshire.[19] Esta casa-torre está muy cerca de la frontera con Gales y habría sido considerada parte de Gales antes de las Actas de la Unión.

### Galería de casas-torre galesas
| - Antigua Rectoría, Angle. - Castillo de Penhow: casa-torre y casa posterior. - Castillo de Weobley, Gower. - Eastington, Pembrokeshire |